# 후지필름 X-Pro1
후지필름 X-Pro1은 2012년 1월 출시한 후지필름의 미러리스 렌즈 교환식 카메라이다.

## 성능
- 1,630만 화소 APS-C X-Trans CMOS 센서
- 교환 가능한 후지필름 X마운트 렌즈 시스템
- 2세대 하이브리드 뷰파인더
- TTL 핫슈 및 싱크 터미널 지원

## X-Trans CMOS
X-Trans CMOS 센서는 고해상도의 풀프레임센서만이 좋은 화질을 보여준다는 고정관념을 깬 첫 APS-C 센서이다. 또한 이 센서는 몇몇 풀프레임 카메라보다 더 좋은 해상력을 보여주었는데, 이는 X-Pro1이 안티 에일리어싱필터를 탑재하지 않았기 때문이다. 그럼에도 무아레현상이 발생하지 않는데, X-Trans센서는 RGB센서의 픽셀 배열을 은염필름의 입자와 같이 무작위로 배열했기 때문이다.

## 하이브리드 뷰파인더
후지필름의 미러리스카메라들은 시야율 90%의 광학식 뷰파인더와 100%의 전자식 뷰파인더가 결합된 독특한 하이브리드 뷰파인더를 탑재하고 있다. 이는 사용자의 편의에 따라 원하는 방식으로 사용할 수 있으며, 특히 XF-마운트에 정확한 프레이밍을 맞춰준다.